# جوزيف ميلسون
جوزيف ميلسون (بالإنجليزية: Joseph Millson)‏ هو ممثل ومغني بريطاني ولد بتاريخ 27 ابريل 1974 في باركشير.

## أعماله
مثل في العديد من الأفلام والمسلسلات منها الميت 2: الهند.

## وصلات خارجية
- جوزيف ميلسون على موقع IMDb (الإنجليزية)
- جوزيف ميلسون على موقع ألو سيني (الفرنسية)
- جوزيف ميلسون على موقع ميوزك برينز (الإنجليزية)
- جوزيف ميلسون على موقع أول موفي (الإنجليزية)
- جوزيف ميلسون على موقع قاعدة بيانات الفيلم (الإنجليزية)
- جوزيف ميلسون على موقع كينوبويسك (الروسية)

الموقع الرسمي
صفحته على IMDb